# Breaking nos Jogos Pan-Americanos de 2023
As competições de breaking nos Jogos Pan-Americanos de 2023 em Santiago, Chile foram realizadas entre 3 e 4 de novembro de 2023 no Ginásio Chimkowe, localizado em Peñalolén. Em 24 de junho de 2022, o breaking foi adicionado ao programa esportivo como o 39º esporte e servindo como qualificação para sua estreia olímpica em Paris 2024. Foi a estreia do esporte nos Jogos Pan-Americanos. Foram disputados dois eventos no total, um para homens e um para mulheres.

## Qualificação
Um total de 32 breakdancers poderiam se classificar para competir (16 por gênero). A nação anfitriã, o Chile, tem a garantia de um participante em cada evento. As outras 15 vagas foram concedidas por meio da lista do Campeonato Pan-Americano e do Ranking Mundial de 2023. Cada CON pode qualificar no máximo quatro atletas (dois por gênero).

## Nações participantes
Um total de 12 CONs qualificaram breakdancers, com o número de competidores entre parênteses.
- ARG Argentina (2)
- BRA Brasil (4)
- CAN Canadá (4)
- CHI Chile (4)
- COL Colômbia (3)
- ECU Equador (2)
- USA Estados Unidos (4)
- MEX México (4)
- PER Peru (2)
- PUR Porto Rico (1)
- DOM República Dominicana (1)
- VEN Venezuela (1)

## Medalhistas
| Event            | Ouro                                | Prata                                   | Bronze                                |
| ---------------- | ----------------------------------- | --------------------------------------- | ------------------------------------- |
| B-Boys detalhes  | Philip Kim Phil Wizard CAN Canadá   | Jeffrey Louis Jeffro USA Estados Unidos | Matías Martínez Matita CHI Chile      |
| B-Girls detalhes | Sunny Choi Sunny USA Estados Unidos | Luisa Tejada Luma COL Colômbia          | Vicki Chang La Vix USA Estados Unidos |

## Quadro de medalhas
| Ordem | País               | Medalha de ouro | Medalha de prata | Medalha de bronze |   |
| ----- | ------------------ | --------------- | ---------------- | ----------------- | - |
| 1     | USA Estados Unidos | 1               | 1                | 1                 | 3 |
| 2     | CAN Canadá         | 1               |                  |                   | 1 |
| 3     | COL Colômbia       |                 | 1                |                   | 1 |
| 4     | CHI Chile          |                 |                  | 1                 | 1 |
| TOTAL | TOTAL              | 2               | 2                | 2                 | 4 |